# سلطة موانئ إسرائيل
سلطة موانئ إسرائيل (بالعبرية : רשות הספנות והנמלים) هي الوكالة الحكومية التي تشرف وتنظم تشغيل الموانئ البحرية الإسرائيلية في حيفا، أشدود وإيلات. تقع في تل أبيب.

## التاريخ
أُنشئت الهيئة في 1 يوليو 1961 بموجب قانون هيئة الموانئ 5721-1961. في 26 يوليو 1988، وافق الكنيست على تعديل لقانون سلطة الموانئ، ودمج السكك الحديدية الإسرائيلية في السلطة، من الآن فصاعدًا لتعرف باسم سلطة الموانئ والسكك الحديدية الإسرائيلية. في عام 2002، تم تحويل السكك الحديدية الإسرائيلية إلى شركة حكومية جديدة وفُصلت عن سلطة الموانئ.

## روابط خارجية
- الموقع الرسمي لموانئ إسرائيل (الإنجليزية)